# Будиловский, Михаил Петрович
Михаи́л Петро́вич Будило́вский (род. 12 февраля 1928, Радомысль) — советский и американский архитектор. Автор проектов зданий в Киеве, выдержанных в формах остросовременной архитектуры.

## Биография
Родился в еврейской семье. С 1946 до 1948 года учился в Киевской школе прикладного искусства. В 1953 окончил Киевский строительный институт. Учился у И. Каракиса. Был инициатором письма тринадцати.
В 1953—1978 был сотрудником государственной проектной организации «Киевпроект» в Киеве. В 1978 эмигрировал в Чикаго, США. В 1978—1999 работал в фирме «Murphy/Jahn architects». С 1999 года вышел на пенсию.

## Избранные реализованные проекты

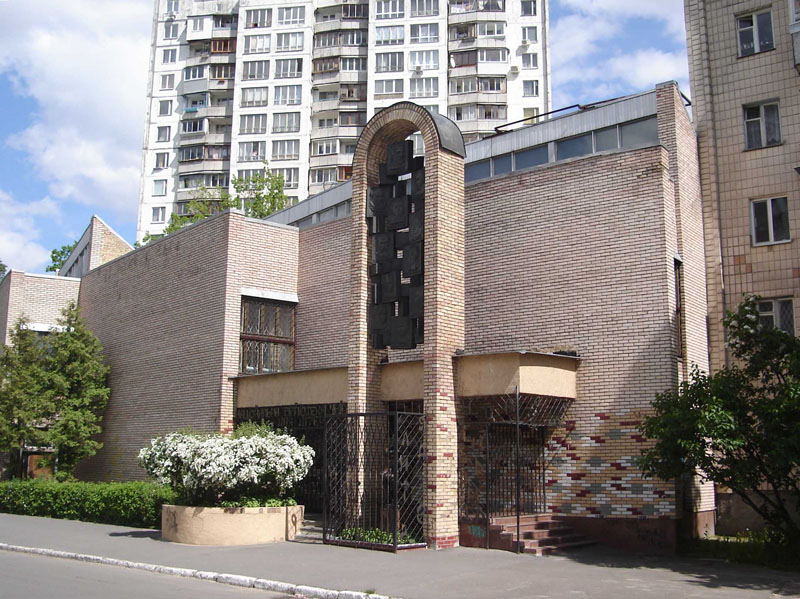
Национальная библиотека Украины для детей в Киеве

- Здание музыкально-хореографического училища в Киеве на Сырце (совместно с архитектором З. Хлебниковой), 1966 год.
- Брест-Литовский торговый центр на нынешнем проспекте Победы в Киеве (совместно с архитекторами В. Ладным, З. Хлебниковой), 1966—1968 годы.
- Монумент памяти жертвам фашизма в Бабьем Яру. Конкурсный проект (не осуществлен; совместно с архитектором А. Милецким и скульпторами В. Мельниченко, А. Рыбачук), 1968 год.
- Первый в Киеве универсам на жилмассиве Никольская Борщаговка (совместно с архитектором И. Веримовской), 1973 год.
- Новый комплекс Киевского университета им. Тараса Шевченко (1-я очередь, совместно с архитекторами В. Ладным, В. Коломийцем), 1970-е годы.
- Автор жилого комплекса Оболонь в Киеве; универсам и экспериментальный 16-этажный жилой дом, выстроенный методом подъема перекрытий (в соавторстве с Дризо), 1970-е годы.
- Жилой дом с торговыми помещениями на площади Победы в Киеве, в начале улицы Дмитриевской (совместно с архитекторами В. Ладным, И. Веримовской), 1973—1977 годы.
- Здание Республиканской детской библиотеки в Киеве на Нивках (совместно с художницей О. Рапай и др.; ныне Национальная библиотека Украины для детей), 1975—1978 годы.
- НВ Центр, Чикаго, США, 1982

## Оценки творчества
В. И. Ежов (вице-президент Украинской академии архитектуры, член Президиума Союза архитекторов, главный архитектор Киева 1981—1987):

 А разве это не позорное явление, когда после отъезда за границу на постоянное место жительства какого либо деятеля науки и искусства запрещалось в литературе упоминать его авторские работы? Вспоминаю, как после отъезда в США известного киевского архитектора Миши Будиловского — творчески одаренного, ищущего проектировщика и прекрасного акварелиста, одного из авторов нового комплекса Киевского Университета, расположенного напротив ВДНХ в Голосеево, жилого дома на площади Победы около цирка, торгового центра на проспекте Победы, универсамов на Борщаговке и Оболони и других интересных комплексов — его имя было вычеркнуто из списка авторских коллективов этих объектов.